# Stenohya huangi
Espèce
Stenohya huangi est une espèce de pseudoscorpions de la famille des Neobisiidae.

## Distribution
Cette espèce est endémique du Fujian en Chine. Elle se rencontre à Fuzhou dans les monts Gushan.

## Description
La femelle holotype mesure 4,2 mm.
Les mâles mesurent de 3,16 à 3,62 mm et les femelles de 4,46 à 5,01 mm.

## Systématique et taxinomie
Cette espèce a été décrite par Hu et Zhang en 2012.

## Étymologie
Cette espèce est nommée en l'honneur de Fu-sheng Huang.

## Publication originale
- Hu & Zhang, 2012 : « Description of two new Stenohya species from China (Pseudoscorpiones, Neobisiidae). » ZooKeys, vol. 213, p. 79-91 (texte intégral).